# Monte Azul Paulista
Monte Azul Paulista este un oraș în São Paulo (SP), Brazilia.